# Прострел Бунге
Простре́л Бу́нге (лат. Pulsatilla bungeana), или Ветреница Бунге (Anemone bungeana) — травянистое многолетнее растение, вид рода Прострел (Pulsatilla) семейства Лютиковые (Ranunculaceae).

## Ботаническое описание
Травянистое растение 1,5—5 см высотой, при плодоношении до 8 см, образующее дернинки со многими стеблями.
Корневище вертикальное, толстое, многоглавое.
Корневые листья, появляющиеся до цветения, на черешках, покрытых, как и стебли, прижатыми шелковистыми волосками, в очертании продолговатые, перисто-рассечённые, с короткими и широковатыми, цельными или зубчатыми, туповатыми сегментами второго порядка, слегка волосистые.
Листья покрывала с трёхнадрезанными на верхушке долями, с коротковатыми цельнокрайными или в свою очередь надрезанными лопастниками.
Цветки некрупные, большей частью прямостоящие, полураскрытые, ширококолокольчатые; листочки околоцветника 12—15 мм длиной и 3—7 мм шириной, синевато-фиолетовые; тычинки немногочисленные, на 1⁄3 или вдвое короче листочков околоцветника; желёзки на длинных (около 5 мм длиной) нитевидных ножках. Цветёт в мае-июне.
Плодики 4 мм длиной, с короткими, жёсткими остями 1,5 см длиной.
Вид описан с Алтая (река Чуя).

## Распространение
Встречается в Западной Сибири (юг Красноярского края, Тыва), на Алтае и в Монголии.
Растёт по трещинам и уступам скал и на степных каменистых склонах.

## Значение и применение

### Хозяйственное значение
Декоративное раннецветущее растение.

### Медицинское применение
В монгольской народной медицине применяются цветки как средство, повышающее тонус организма при общей слабости и физическом утомлении. Считается хорошим энергетическим средством. Используют для лечения травматических повреждений, ран и последствий гнилостных инфекций, а также как противоядие при укусах змей. Цветки входят в смесь «О-цава-сум» вместе с лютиком едким и княжиком сибирским. Содержит в траве 0,9—2,0 % протоанемонинов.